# Cantón de Casteljaloux
El cantón de Casteljaloux era una división administrativa francesa, que estaba situada en el departamento de Lot y Garona y la región de Aquitania.

## Composición
El cantón estaba formado por siete comunas:
- Anzex
- Beauziac
- Casteljaloux
- Leyritz-Moncassin
- La Réunion
- Saint-Martin-Curton
- Villefranche-du-Queyran

## Supresión del cantón de Casteljaloux
En aplicación del Decreto n.º 2014-257 de 26 de febrero de 2014, el cantón de Casteljaloux fue suprimido el 22 de marzo de 2015 y sus 7 comunas pasaron a formar parte del nuevo cantón de Los Bosques de Gascuña.